# Gelasma viridaurea
Gelasma viridaurea là một loài bướm đêm trong họ Geometridae.